# 小谷節夫

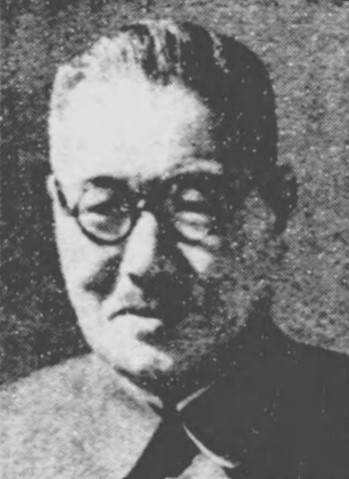
小谷節夫

小谷 節夫（こたに せつお、1885年1月28日 - 1959年8月30日）は、日本の政治家。岡山県阿哲郡新見町（現・新見市）生まれ。近藤鶴代は妹。

## 経歴
新見の旧家・近藤家に生まれ、8歳の時に真庭郡八束村（現・真庭市）の小谷家の養子となる。岡山中学校（現・岡山県立岡山朝日高等学校）卒業後、1906年に上海の東亜同文書院入学（第5期生）。古河鉱業（現・古河機械金属）を経て、1914年に青島で『大青島報』（後の『青島大新民報』）を創刊、1916年には貿易会社「天佑公司」を創立した。帰国後、1928年に衆議院議員に当選し、1945年の日本の敗戦後に公職追放された。岡山では親切運動を展開した。